# Selaginella cristata
Selaginella cristata là một loài dương xỉ trong họ Selaginellaceae. Loài này được Warb. mô tả khoa học đầu tiên năm 1900.
Danh pháp khoa học của loài này chưa được làm sáng tỏ. 